# Подвал поэтов
Подвал поэтов — артистическое кафе, существовавшее в Ростове-на-Дону в начале XX века.

## История
Кафе «Подвал поэтов» было открыто в тесном подвальчике дома № 46 в Газетном переулке (угол Газетного переулка и Большой Садовой улицы) ещё в начале XX века, хотя сам дом имеет ещё более давнюю историю: он был построен в середине XIX века, и на рубеже столетий в нём, помимо кафе, располагались квартиры, магазин и банк. Расцвет «Подвала поэтов» произошёл уже после революции, в 1920―1922 гг.
Стены кафе были пёстро расписаны «левыми» художниками. Администратором кафе работал старый театральный делец Гутников. В заведении имелась миниатюрная сцена, на которой выступали с чтением стихов местные поэты, актёры, заезжие литераторы. Кафе было облюбовано местными поэтами-ничевоками во главе с Рюриком Роком. 15 августа 1920 года на сцене «Подвала поэтов» впервые выступил «Председатель земного шара» поэт Велимир Хлебников, в своих скитаниях очутившийся в Ростове. Чуть позже там состоялась премьера пьесы В. Хлебникова «Ошибка смерти» в постановке ростовского театра  «Театральная мастерская». В составе труппы работал Евгений Шварц. Хлебников присутствовал на премьере.
В подвале также с 1920 по 1922 год выступали «Ничевоки» ― литературная группа при Союзе поэтов Ростова-на-Дону, аналог европейского движения дадаистов.
С 1945 года по настоящее время в помещении подвала находится платный общественный туалет. Причём, что забавно, между входами в мужское и женское отделение расположен маленький бар «На Газетном», не лишённый артистической атмосферы.
В марте 2011 года по версии сайта «1001 чудо света» платный общественный туалет был признан самым знаменитым туалетом мира, в первую очередь благодаря тому, что раньше в этом подвальном помещении собирались представители богемы.
На данный момент имеются планы о возрождении литературного кафе на старом месте. С этой идей осенью 2015 года выступил сити-менеджер Ростова-на-Дону Сергей Горбань во время встречи с предпринимателями города. 25 января 2016 года здесь был проведён всероссийский творческий поэтический вечер.
Летом 2016 года должен был начаться ремонт здания, где размещался «Подвал поэтов». Восстановить кафе и снова сделать его местом встреч творческой молодёжи городские власти собирались в преддверии Чемпионата мира по футболу, который прошел в 2018 году. .

## Известные посетители кафе
- Бабель, Исаак Эммануилович (1894—1940) — российский писатель и драматург[9].
- Березарк, Илья Борисович (1897—1981) — российский литератор, журналист, театровед, участник литературной группы «Ничевоки».
- Вейсбрем, Павел Карлович (1899—1963) — русский советский режиссёр.
- Гнесин, Михаил Фабианович (1883—1957) — русский композитор, педагог, музыкально-общественный деятель.
- Кац, Мане Лейзерович (1894—1962) — российский и французский художник.
- Мар, Сусанна Георгиевна (1900—1965) — русская поэтесса, переводчица.
- Надеждов, Аркадий Борисович — режиссёр спектакля по пьесе В. Хлебникова «Ошибка смерти», премьера которого состоялась в «Подвале поэтов»[3].
- Рок, Рюрик Юрьевич (1898—1932) — российский поэт, лидер литературной группы «Ничевоки».
- Сарьян, Мартирос Сергеевич (1880—1972) — армянский и советский живописец-пейзажист, график и театральный художник.
- Хлебников, Велимир (1885—1922) — русский поэт и прозаик Серебряного века, видный деятель русского авангардного искусства.
- Шварц, Евгений Львович (1896—1958) — русский советский писатель, драматург.

## Цитаты
- «Сценка Хлебникова „Ошибка смерти“ превратилась в своеобразный „гиньоль“. В кафе между столиками ходила барышня Смерть в соответствующем условном одеянии, в руке она держала шамберьер — большой хлыст, которым в цирке укрощают лошадей. За столиками среди зрителей сидели двенадцать её гостей в причудливых полумасках. Конечно, сценическое раскрытие пьесы было не особенно глубоким, но все же спектакль был интересен как первый, кажется, опыт театрального воплощения драматических произведений Хлебникова (только через несколько лет его пьеса „Зангези“ была поставлена в Петрограде художником Татлиным)»[3] — Илья Березарк, «Встречи с Хлебниковым», 1965.
- «Иногда мы зарабатывали в „Подвале поэтов“. Длинный, синий от табачного дыма подвал этот заполнялся каждый вечер, и мы там за тысячу-другую читали стихи, или участвовали в постановках, или сопровождали чьи-нибудь лекции. А лекции там читались часто, то вдруг о немецких романтиках, то о Горьком (и тут мы ставили „Девушку и смерть“), то о новой музыке. Однажды на длинной эстраде появился Хлебников. Говорили, что он возвращается из Персии. Был он в ватнике. Читал, сидя за столом, едва слышно, странно улыбаясь, свою статью о цифрах»[10] — Евгений Шварц.